# Bruges-la-Morte
Pour les articles homonymes, voir Bruges (homonymie).
Bruges-la-Morte est un roman de l'écrivain belge de langue française Georges Rodenbach (1855-1898), considéré comme un chef-d'œuvre du symbolisme, publié d'abord en feuilleton dans les colonnes du Figaro du 4 au 14 février 1892, puis en volume en mai de la même année, chez Marpon & Flammarion (Paris), illustré de reproductions de photographies représentant divers aspects de la ville. Il s'agit là de l'une des premières apparitions de photographies dans un texte littéraire,.
Cet ouvrage, dont le personnage central est la ville de Bruges elle-même, remporte un certain succès, rendant son auteur célèbre. Mais, pour avoir décrit en français Bruges, le cœur battant de la Flandre, sous un aspect nostalgique et avoir mené campagne contre le projet de Bruges-port de mer (ou Zeebruges), Rodenbach serait, selon l'écrivain Tom Lanoye, persona non grata dans sa ville d'élection alors qu'il a largement contribué, par son roman, à la renommée de Bruges et au développement du tourisme,.
Né à Tournai, déclinant des thèmes flamands en langue française, comme Émile Verhaeren, Georges Rodenbach, est le premier écrivain belge à réussir à Paris. Son cousin, le poète Albrecht Rodenbach, fut l'un des chantres d'une Flandre nationaliste en recherche d'émancipation.

## L'œuvre

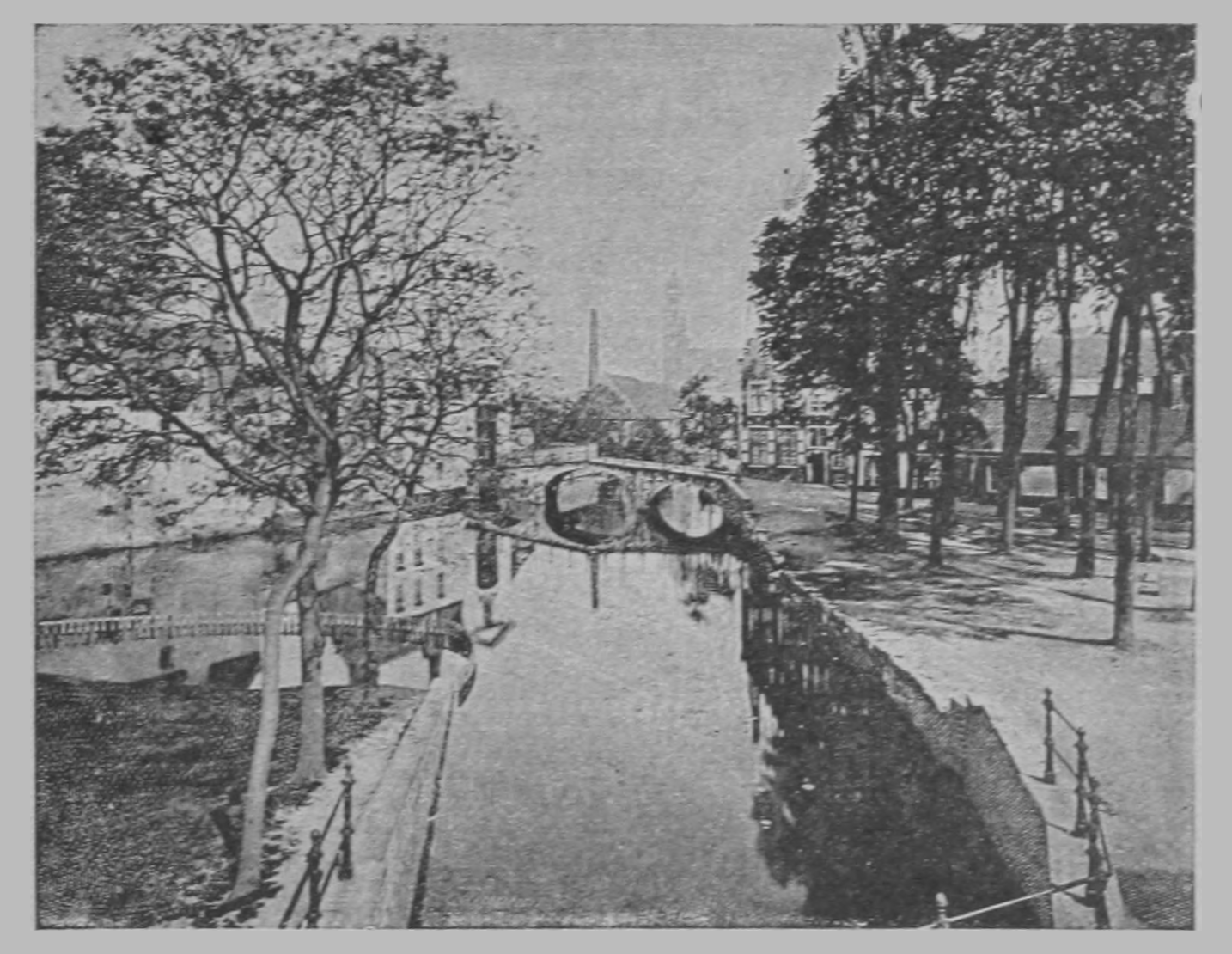
Image d'ouverture du récit.

L'édition originale de 1892 présente une couverture avec la reproduction d'un dessin de Fernand Khnopff, tandis que le récit lui-même s'accompagne de similigravures issues de prises de vue de la ville de Bruges. Ces trente-cinq images ont été gravées par l'atelier Charles-Guillaume Petit & Cie. Il s'agit de clichés des studios Lévy et Neurdein, qui étaient spécialisées dans les images touristiques. Si elles ont été retouchées pour les besoins de l'impression à l'époque, elles font néanmoins partie intégrante du récit.

### L'avertissement
Rodenbach fait précéder son livre de l'avertissement qui suit. Toutefois, celui-ci ne figure ni dans le manuscrit du roman, ni dans l'édition originale du Figaro. Sa rédaction postérieure a pour but de justifier les photographies qui illustrent le récit.

« Dans cette étude passionnelle, nous avons voulu aussi et principalement évoquer une Ville, la Ville comme un personnage essentiel, associé aux états d'âme, qui conseille, dissuade, détermine à agir. 
Ainsi, dans la réalité, cette Bruges, qu'il nous a plu d'élire, apparaît presque humaine… Un ascendant s'établit d'elle sur ceux qui y séjournent. 
Elle les façonne selon ses sites et ses cloches.
Voilà ce que nous avons souhaité de suggérer : la Ville orientant une action ; ses paysages urbains, non plus seulement comme des toiles de fond, comme des thèmes descriptifs un peu arbitrairement choisis, mais liés à l'événement même du livre. 
C'est pourquoi il importe, puisque ces décors de Bruges collaborent aux péripéties, de les reproduire également ici, intercalés entre les pages : quais, rues désertes, vieilles demeures, canaux, béguinage, églises, orfèvrerie du culte, beffroi, afin que ceux qui nous liront subissent aussi la présence et l'influence de la Ville, éprouvent la contagion des eaux mieux voisines, sentent à leur tour l'ombre des hautes tours allongée sur le texte. »

### Résumé
Hugues Viane, fuyant une ville « cosmopolite », probablement Paris, s'est fixé quai du Rosaire à Bruges. Il y mène, avec sa pieuse servante, une vie calme et retirée, cultivant sa douleur dans le souvenir de son épouse disparue. De celle-ci, il a conservé dans un coffret de cristal une tresse blonde qu’il vénère chaque jour. Ce n'est pas un hasard s'il a choisi Bruges. Car la ville, personnage principal et omniprésent, s'associe à son chagrin, s'assimile même à la morte.
Un soir, à la sortie de l'église Notre-Dame, Hugues rencontre une jeune inconnue dont la ressemblance avec la défunte le remplit de stupeur. Il la suit jusqu'au Théâtre, où il découvre qu'il s'agit de l'actrice Jane Scott, qui tient le rôle d’une danseuse dans Robert le Diable de Meyerbeer. En devenant son amant, il espère retrouver le bonheur qu'il a connu avec son épouse. Mais la ville austère lui reproche cette liaison scandaleuse… Le récit se termine en tragédie. Lors de la procession du Saint-Sang, Hugues Viane étrangle la comédienne avec la tresse qu’elle a, sans le savoir, profanée.

## Analyse
(février 2021).
- Si vous ne connaissez pas le sujet, laissez ce bandeau (vous pouvez alors contacter les auteurs).
- Si vous supprimez le contenu mis en cause (vous pouvez préalablement contacter les auteurs),

argumentez précisément cette suppression dans la page de discussion
(un manque de référence n'est pas un argument ; une recherche réelle de référence doit avoir été effectuée, être formellement documentée).
Dans Le Secret de Bruges-la-Morte, Joël Goffin présente l'oeuvre de Rodenbach de manière insolite : "Roman de gare, thriller avant la lettre, poème en prose écrit dans une langue magistrale, mythe d'Orphée revisité, conte initiatique, Bruges-la-Morte, cette œuvre universelle, pièce maîtresse du symbolisme littéraire offre une pluralité d’interprétations qui continue de lui assurer un succès constant."
- Est-ce un roman ou non ?

Le livre présente une série d'enjeux esthétiques et formels qui sont en lien avec la philosophie symboliste. Il y a cependant un problème de représentation, puisque le symbolisme se présente comme incapacité d'écrire un récit, il y a là un problème esthétique dans l'écriture d'un roman symbolique.
- Ce que le livre dit :

Ce n'est pas un roman sur une histoire, mais bien le récit d'une ville. En lui donnant son titre, il lui accorde toute l'importance d'un personnage, car ceux-ci ne sont pas l'élément central du roman. Cela dit, le roman ne contredit pas les récits réalistes (qui vise une étude), mais il se fond avec le récit symbolique, qui lui se veut une étude des passions.
Le thème de la ville est donc le thème central du récit : 
1. Sert de paysage
2. Sert de décor
3. Sert de passion

Le roman met en scène un double discours qui vise l'étude des passions (donc étude il y a au sens réaliste) et le texte (texte au sens où se déroule une trame et des tissus circonstanciels).
Le roman en tant qu'étude aboutit ce faisant à un récit. Récit qui témoigne une impossibilité d'atteindre un idéal (p. 269 Bruges-la-morte, le meurtre de Jane). La seule possibilité du récit se trouve dans le thème de la mort. Par possibilité, comprenons l'atteinte de l'Idéal telle que vue par les symbolistes :

« La poésie symbolique cherche à vêtir l'Idée d'une forme sensible qui, néanmoins, ne serait pas son but à elle-même, mais qui, tout en servant à exprimer l'Idée, demeurerait sujette. L'Idée, à son tour, ne doit point se laisser voir privée des somptueuses simarres des analogies extérieures ; car le caractère essentiel de l'art symbolique consiste à ne jamais aller jusqu'à la concentration de l'Idée en soi. Ainsi, dans cet art, les tableaux de la nature, les actions des humains, tous les phénomènes concrets ne sauraient se manifester eux-mêmes ; ce sont là des apparences sensibles destinées à représenter leurs affinités ésotériques avec des Idées primordiales. »

Hugues touche la mort et s'y perd à ne jamais complètement se perdre physiquement. Il est habité par des passions, notamment la tristesse, la mélancolie (qui est alimentée par le décor sombre de la ville et le monde physique), le ressentiment et l'amour. Il se perd dans ses passions et l'Idéal recherché est la mort. C'est pourquoi Jane s'offre comme possibilité. Elle est une copie conforme de la morte (la femme décédée de Hugues).
Hugues cherche à totaliser son expérience. Il recherche la totalisation paradigmatique, la répétition donne alors une unité totale, répétitions de mot, mais aussi de sens. Se répéter la morte, c'est vider le sens du symbole de la morte. Ce symbole est donc disposé à se remplir, c'est pourquoi Jane devient la figure analogique de la morte, puisqu'elle incarne une représentation parfaite de la défunte. Elle devient littéralement le symbole.

### Thèmes
- La chère disparue ou le mythe d'Eurydice.
- La Gnose

## Adaptations

### Éditions
La première publication de Bruges-la-Morte a lieu, en février 1892, sous forme de feuilleton, dans Le Figaro ; elle est suivie, en juin de la même année, d'une seconde édition du texte, cette fois en volume, étoffée de deux chapitres supplémentaires (les VI et XI de l'édition actuelle), et des trente-cinq photographies de Bruges.
Par la suite, les éditions en français suppriment une partie des images originales (en 1909, seules 19 images demeurent), puis, totalement à partir de 1910, les similigravures étant remplacées par des photos d'amateurs. En 1914, Flammarion renonce aux photos, et propose des dessins. La première édition à reprendre le dispositif texte-photos en respectant le choix de Rodenbach est celle d'Atlas Press, à Londres, pour la traduction anglaise de 1993. Il faut attendre l'édition en poche chez Garnier-Flammarion de 1998 pour retrouver, en français, l'exacte reproduction du récit accompagné de ses images.

### Cinéma
Le roman a été adapté quatre fois au cinéma : en 1915 par Evgueni Bauer, sous le titre Rêves, en 1956 par Hugo del Carril sous le titre de Más allá del olvido, en 1980 par Alain Dhénaut sous le titre de Bruges la morte, et en 1981 par Roland Verhavert sous le titre presque éponyme Brugge, die stille.
Dans un article du recueil Le Monde de Rodenbach, recensé par Laurence Brogniez, Ana Gonzalez Salvador, directrice du Centre d'études pour la Belgique, montre que le cinéaste Alfred Hitchcock s'est inspiré de Bruges-la-Morte, au travers du roman policier D'entre les morts de Boileau-Narcejac, pour son film Sueurs froides (Vertigo).

### Opéra et théâtre
Rodenbach a écrit une adaptation théâtrale de son récit-poème Bruges-la-Morte, un drame en quatre actes intitulé Le Mirage, et publié post mortem en avril 1900 par la Revue de Paris.
Die tote Stadt (« La ville morte ») est un opéra de 1920 en trois actes d'Erich Wolfgang Korngold sur un livret du compositeur (sous le pseudonyme de Paul Schott) adapté du Mirage.

#### Études
- Marianne Bouchardon, « Mauvaise rencontre sur les chemins de la métaphore : Bruges-la-Morte de Rodenbach », dans Marie-Paule Berranger et Myriam Boucharenc (dir.), À la rencontre... Affinités et coups de foudre, Nanterre, Presses universitaires de Paris Nanterre, 2012, 459 p. (ISBN 978-2-840-16121-9), p. 143-155
- Sylvie Taussig, « Où est la morte Bruges ? Sur le roman de Georges Rodenbach », Les Dossiers du GRIHL, vol. 8, no 1 « Avec Maurice Fourré à Richelieu »,‎ 2014 (lire en ligne)